# Șușvalivka, Hlobîne
Șușvalivka (în ucraineană Шушвалівка) este un sat în comuna Pronozivka din raionul Hlobîne, regiunea Poltava, Ucraina.

## Demografie
Componența lingvistică a localității Șușvalivka
     Ucraineană (94,21%)
     Rusă (4,63%)
     Alte limbi (0,77%)
Conform recensământului din 2001, majoritatea populației localității Șușvalivka era vorbitoare de ucraineană (94,21%), existând în minoritate și vorbitori de rusă (4,63%).